# Chillcottomyia shimentaiensis
Chillcottomyia shimentaiensis är en tvåvingeart som beskrevs av Yang och Patrick Grootaert 2004. Chillcottomyia shimentaiensis ingår i släktet Chillcottomyia och familjen puckeldansflugor. Inga underarter finns listade i Catalogue of Life.